# 니네베 전투 (627년)
니네베 전투(Battle of Nineveh)는 602년부터 628년까지 벌어진 비잔틴-사산 왕조 전쟁의 결정적 전투였다.
627년 9월 중순, 이라클리오스는 놀랍고도 위험한 겨울 원정을 통해 사산 왕조의 메소포타미아를 침공했다. 호스로 2세는 라자드를 군대 사령관으로 임명하여 그와 대결했다. 이라클리오스의 괵튀르크족 동맹군은 빠르게 버림받았고 라자드의 지원군은 제 시간에 도착하지 않았다. 이어지는 전투에서 라자드는 살해 당했고 나머지 사산 왕조는 퇴각했다.
동로마 제국의 승리는 나중에 페르시아 내전으로 이어졌고, 한동안 (동부) 로마 제국을 중동의 고대 경계로 복원했다. 사산 왕조 내전은 사산 왕조를 크게 약화시켰고, 이는 무슬림이 페르시아를 정복하는 데 기여했다.